# Avellaneda (Buenos Aires)
Avellaneda è una città argentina della provincia di Buenos Aires, capoluogo del partido omonimo. Si trova nella zona sud-orientale della area metropolitana bonaerense ed è connessa alla capitale con una serie di ponti, stradali e ferroviari, sul Riachuelo. La città è un importante centro di commerci ed è sede di numerose industrie.

## Geografia
Avellaneda è situata sulla sponda destra del Riachuelo, a 7 km a sud del centro di Buenos Aires.

## Storia
In epoca coloniale sorsero su entrambe le rive del Riachuelo, all'epoca porto naturale di Buenos Aires, una serie di edifici adibiti sia ad usi civili che commerciali che furono genericamente chiamati Puerto del Riachuelo. Nel 1852 l'abitato fu ufficialmente chiamato Barracas al Sur per distinguerlo dall'antistante Barracas al Norte. Nella seconda metà del XIX secolo la località divenne un importante snodo ferroviario nonché un attivo scalo portuale. Il 23 ottobre 1895 fu elevata allo status di città. L'11 gennaio 1904 Barracas al Sur venne ribattezzata Avellaneda in onore dell'ex presidente argentino Nicolás Avellaneda.
Nel giugno 2002 nel corso di un'azione repressiva della polizia due manifestanti rimasero uccisi e oltre 70 feriti.

## Società

### Religione
La città è sede della diocesi di Avellaneda-Lanús, istituita il 10 febbraio 1961 e suffraganea dell'arcidiocesi di Buenos Aires.

## Cultura

### Istruzione

#### Musei
- Centro Municipale d'Arte

#### Università
La città è sede dell'Università Nazionale di Avellaneda, fondata nel 2010.

### Teatri
- Teatro Colonial
- Teatro Municipale Roma

## Infrastrutture e trasporti

### Strade
Avellaneda è unita alla limitrofa Buenos Aires dall'Autostrada Presidente Frondizi che attraversa il Riachuelo mediante il nuovo ponte Pueyrredón.

### Ferrovie
Avellaneda è servita una propria stazione ferroviaria posta lungo la linea suburbana Roca che unisce le località della zona sud dell'area metropolitana bonaerense con Buenos Aires.

## Sport
La città è sede di due importanti società sportive: l'Independiente e il Racing Club, le cui sezioni calcistiche, due tra le squadre più celebri e titolate del paese, danno vita alla stracittadina nota come clásico de Avellaneda. L'Independiente disputa le sue partite interne presso lo stadio Libertadores de América mentre il Racing allo stadio Presidente Perón. I due impianti sportivi si trovano entrambi ad Avellaneda, a poche centinaia di metri l'uno dall'altro.